# エルコスの祈り
『エルコスの祈り』（エルコスのいのり）は、劇団四季のオリジナルミュージカル。2002年までは『エルリック・コスモスの239時間』として上演されていた。

## ストーリー
舞台は、約100年後（『エルコスの祈り』になってからは約50年後）の世界。そこには、問題児や落ちこぼれたちに対して再教育を行う「ユートピア学園」があった。「ユートピア学園」は非常に規律を重んじ、生徒を番号で呼んでいる。また、夢や希望などは無意味であり、そういったものを排除している。学園にいる生徒のジョン、ポール、ジョージ、ローズやエマたちは、そうした指導方針に不満を持つが、否応なしに従っていた。
ある日、セールスマンがストーン博士が開発した教育型ロボット『CPΣ・081・1型ESPアンドロイドエスパーロボット/エルリック・コスモス（通称エルコス）』を売り込むために、学園の理事長のもとにやってきた。エルコスは、生徒に対する教育から日常の世話まで全てを完璧にこなす優秀なロボット。理事長は、学園に対する維持費の抑制のため、エルコスを学園に入れることにした。エルコスのエネルギー源はFZIという最新のバイオエネルギー。FZIは人間のDNAそっくりにつくられたものです。1度の補給で240時間動くが、万一汚れたFZIを補給すると、エルコスは気化し、消滅してしまう。
エルコスの登場でその立場が危うくなったダニエラ、パルタ、ダーリーは、エルコスの教育方針に今一つ馴染めずにいたジョンを囲い込み、ジョンを利用してエルコスを亡き者にしようと企む。
その企みに乗せられて汚染されたFZIを口にしてしまったエルコスは、子供達に『人間の心にあるものの中で一番美しいのは、許す気持ち』と伝えて、空気の精霊になって、すがたを消してしまう。そしてみんなのことを空から見守っている。
そのエルコスの言葉を聞いたジョンは、自らの過ちに気付き激しく後悔して、そして仲間の中に戻っていった。

## 改題と改変
1991年再演時に作品全体が見直されており、楽曲の改変や追加、衣装やメイク、セット、登場人物のセリフや性格設定などが大幅に直されている。
以降は『～239時間』、『～祈り』、共に1991年再演時の構成をベースにマイナーチェンジを施したものとなっている。
ダニエラのセリフに歌舞伎の様な見栄を切るものがあるのは、歌舞伎をモチーフとした衣装だった初演時のキャラクターの名残である。
まるで人間そのもの、と評されるエルコスも、当初は以下の様なロボットらしさが垣間見られるシーンがあった。
1. 普段は人間の様に綺麗な高声で流暢に話していたものが、自分の意思に反して悪事を働かなければいけない時に、合成音声の様な機械的な音が混じった低音の声に変化した。
2. エルコスが消滅する直前、ストーン博士のもとに歩くシーンで歩行機能に異常をきたした様なぎこちない歩き方をしていた。

1は2003年の改変時、2は2015年の改変時に削除された演出である。
2003年のニッセイ名作劇場より、作品名が『エルリック・コスモスの239時間』から『エルコスの祈り』に改題された。
2015年に自由劇場で初演するにあたり、エルコスが気化して消滅する際の装置の簡略化が行われ、従来のリフトアップによる上空に浮き上がる演出が削除された。
2015年改変前の演出は、現在NHKエンタープライズより発売されている2009年の公演が収録されたDVDで視聴出来る。
なお、1984年時から一貫して存在する『教師が直接生徒に手をくだしては社会問題になる』という台詞は2023年現在、体罰問題などで現実のものとなっている。

## 公演

### スタッフ
- 原作 … 梶賀千鶴子(『エルリック・コスモスの239時間』より)
- 構成・演出 … 浅利慶太
- 台本 … 劇団四季文芸部、梶賀千鶴子
- 作曲 … 鈴木邦彦
- 振付 … 加藤敬二
- 照明 … 沢田祐二
- 装置・衣装 … フランシスコ・ジィド

### キャスト
（出演経験者、キャスティングのみを含む）
- エルコス … 岡まゆみ、志村幸美、坂本里咲、五東由衣、秋本みな子、荒川久美江、木村花代、一色有希子、鳥原如未、五所真理子、染谷沙絵子、古田しおり、中山理沙、高橋伶奈、藤原加奈子、奥平光音
- ストーン博士 … 山口正義、松宮五郎、井関一、岡本隆生、浜畑賢吉、岡崎克哉、吉谷昭雄、宇龍真吾、深水彰彦、梅津亮、中村伝、柳隆幸
- ジョン … 味方隆司、岩渕憲昭、道口瑞之、高嶋好二、鈴木智之、玉城任、鎌滝健太、中村匠、北村優、権頭雄太朗、小林清孝、菊池俊、松井龍太郎
- ダニエラ … 丹靖子、藤田晶子、青山弥生、菅本烈子、松田佑子、角田美紗、矢野侑子、久居史子、原口明子
- 理事長 … 井関一、山口正義、大城一彦、吉谷昭雄、鈴木周、高林幸兵、沓沢周一郎、田島康成、三宅克典、川辺将大
- パルタ … 宮川政洋、荒木勝、丹下博喜、川地啓友、青羽剛、玉城任、諏訪友靖、東泰久、秋山一哉
- ダーリー … 坂木崇彦、高田一樹、藤川和彦、川口雄二、武智正光、奥田直樹、川島創、名児耶洋
- セールスマン … 広瀬明雄、玉井聡、神保幸由、川島創、雲田隆弘、小松貴行、赤間清人
- 生徒（男の子） : ポール、ジョージ、リック、ニールス、ピーター
- 生徒（女の子） : ローズ、チェリー、アミー、リンダ、シェリー、サラ、ポーラ、ハニー、エマ

### 上演記録
- ニッセイ名作劇場
  - 第21回 1984年
  - 第28回 1991年
  - 第40回 2003年
  - 第46回 2009年

- 一般公演
  - 1998年9月2日～11月3日 - 全国公演（全国各地で初演）
  - 2003年9月5日～11月25日 - 全国公演（全国各地で2回目）
  - 2009年7月18日～2011年3月21日 - 全国公演（全国各地で3回目）
  - 2015年12月20日～2016年1月11日 - 自由劇場 (東京で初演)
  - 2017年3月18日〜4月4日 ‐ 自由劇場(東京で2回目)
  - 2023年8月5日〜9月2日 ‐ 自由劇場(東京で3回目)
  - 2023年9月9日～2024年8月15日 - 全国公演(予定、全国各地で4回目)